# 스캔디스크
마이크로소프트 스캔디스크(Microsoft ScanDisk) 또는 간단히 스캔디스크(Scandisk)는 하드 드라이브에 있는 파일 시스템과 불량 클러스터를 점검하고 수리하는 유틸리티로, MS-DOS와 마이크로소프트 윈도우에 포함되어 있다. MS-DOS 6.2 때 처음 나왔다. 이전 MS-DOS는 간단하고 텍스트 기반 프로그램인 CHKDSK가 포함되어 있었다. 윈도우 95부터는 GUI를 갖추었다. 윈도우 NT, 윈도우 2000, 윈도우 XP에는 MS-DOS와는 다른 CHKDSK(체크디스크)가 디스크 드라이브를 검사한다. 윈도우 2000부터는 디스크 속성의 "오류 검사"에 통합되어 있다.
윈도우 95 이상부터 스캔디스크는 그래픽 사용자 인터페이스를 포함하였으나 단일 작업(도스) 모드에서 텍스트 사용자 인터페이스는 계속 사용이 가능하였다.
유닉스 계열 운영 체제에서는 동일한 작업의 수행을 위해 "fsck_msdosfs"와 같은 도구가 존재한다.

## 추가 문헌
- Stinson, Craig (1998). 〈ch. 16: Optimizing, Maintaining, and Troubleshooting〉. 《Running Microsoft Windows 98》. Redmond, Washington: Microsoft Press. ISBN 1-57231-681-0. 2011년 12월 24일에 확인함.

## 같이 보기
- Fsck
- 도스 명령어 목록